# ソイラ・バロス
ソイラ・バロス・フェルナンデス（Zoila Barros Fernández、女性、1976年8月16日 - ）は、キューバの元バレーボール選手。ポジションはミドルブロッカー。元キューバ代表。

## 来歴
1996年、キューバ代表に初選出される。2000年代に代表チームのミドルブロッカーとして活躍。オリンピックには3大会連続出場し、シドニー五輪では金メダルを、アテネ五輪で銅メダルを獲得した。
2003年のワールドカップ、アテネ五輪など国際大会でベストサーバー賞を受賞した。2008年、ワールドグランプリで銀メダルを獲得した。

## 球歴
- オリンピック - 2000年、2004年、2008年
- 世界選手権 - 2002年、2006年
- ワールドカップ - 2003年、2007年

## 受賞歴
- 2001年 ワールドグランプリ ベストサーバー賞
- 2003年 パンアメリカンカップ ベストサーバー賞
- 2003年 北中米選手権 ベストサーバー賞
- 2003年 ワールドカップ ベストサーバー賞
- 2004年 パンアメリカンカップ ベストサーバー賞
- 2004年 アテネ五輪 ベストサーバー賞
- 2005年 北中米選手権 ベストスパイカー賞